# Біль (фільм, 2017)
«Біль» (фр. La Douleur) — французько-бельгійсько драматичний фільм 2017 року, поставлений режисером Еммануелем Фінкелем за однойменним автобіографічним романом Маргеріт Дюрас 1985 року з Мелані Тьєррі в ролі письменниці.
У вересні 2018 року фільм було висунуто від Франції претендентом на 91-шу премію «Оскар» Американської кіноакадемії в номінації за найкращий фільм іноземною мовою, але він не був номінований. У 2019 році стрічку було номіновано у 8-ми категоріях на здобуття французької національної кінопремії «Сезар», у тому числі за найкращий фільм та найкращу режисерська робота.

## Сюжет
Червень 1944 року, Франція все ще окупована нацистською Німеччиною. Письменник і комуніст Робер Антельм, головний діяч Опору, заарештований і депортований. Його молода дружина, письменниця Маргеріт Дюрас (Мелані Тьєррі), зустрічається з П'єром Раб'є (Бенуа Мажимель) — французьким агентом, що працює в гестапо. Жінка готова на все, аби знайти свого чоловіка. Закінчення війни обертається для Маргеріт агонією, болем, нестерпним очікуванням повернення Робера — живим або мертвим.

## У ролях
| • Мелані Тьєррі         | … | Маргеріт Дюрас (на той час Антельм)          |
| • Бенуа Мажимель        | … | П'єр Раб'є                                   |
| • Бенжамен Бйолей       | … | Діоніс Масколо                               |
| • Грегуар Лепренс-Ренге | … | Франсуа Міттеран (відомий як Франсуа Морлан) |
| • Еммануель Бурдьє      | … | Робер Антельм                                |
| • Анне-Ліз Геймбургер   | … | мадам Борде                                  |
| • Патрік Лізана         | … | Жорж Бошам                                   |
| • Шуламіт Адар          | … | мадам Кац                                    |
| • Джоенна Грудзинська   | … | Тереза                                       |
| • Каролін Дюсе          | … | клієнтка ресторану Сен-Жорж                  |

## Знімальна група
- Автор сценарію — Еммануель Фінкель (за романом Маргеріт Дюрас «Біль», 1985)
- Режисер-постановник — Еммануель Фінкель
- Продюсер — Жюльєн Дері, Яель Фогель, Давид Гокі, Летиція Гонзалез, Етьєн Малле, Мішель Меркт, Венсан Роже, Наталі Валле
- Співпродюсер — Жак-Анрі Бронкар, Олів'є Бронкар, Анн-Лор Ґеґан, Жеральдін Спрімон
- Оператор — Алексіс Кавіршин
- Монтаж — Сільві Лагер
- Художник-постановник — Паскаль Легеллек
- Художник-костюмер — Серджо Балло, Анаїс Ромон
- Художник-декоратор — П'єр Ренсон
- Артдиректор — Жиль Буалло, Огустен Колле
- Звук — Антуан-Базиль Мерсьє, Давид Вранкен та Алін Гавруа

## Нагороди та номінації
| Список нагород та номінацій                | Список нагород та номінацій | Список нагород та номінацій                                          | Список нагород та номінацій                        | Список нагород та номінацій | Список нагород та номінацій |
| Кінофестиваль/Кінопремія                   | Рік                         | Категорія                                                            | Номінант(и)                                        | Результат                   | Дж                          |
| ------------------------------------------ | --------------------------- | -------------------------------------------------------------------- | -------------------------------------------------- | --------------------------- | --------------------------- |
| Міжнародний кінофестиваль у Сан-Себастьяні | 2017                        | Золота мушля за найкращий фільм                                      | Біль                                               | Номінація                   |                             |
| Міжнародний кінофестиваль у Хайфі          | 2018                        | Золотий якір за найкращий фільм                                      | Біль                                               | Номінація                   |                             |
| Кінофестиваль у Кабурі                     | 2018                        | Золотий Сван найкращій акторці                                       | Мелані Тьєррі                                      | Перемога                    | [ 6 ]                       |
| Кінофестиваль у Кабурі                     | 2018                        | Золотий Сван імені Ґонзаґа Сен-Брі за найкращий адаптований сценарій | Еммануель Фінкель                                  | Перемога                    | [ 6 ]                       |
| Приз Луї Деллюка                           | 2018                        | Найкращий фільм                                                      | Біль                                               | Номінація                   |                             |
| Премія «Люм'єр»                            | 02.02.2019                  | Найкраща акторка                                                     | Мелані Тьєррі                                      | Номінація                   | [ 7 ]                       |
| Премія «Сезар»                             | 22.02.2019                  | Найкращий фільм                                                      | Біль                                               | Номінація                   | [ 3 ]                       |
| Премія «Сезар»                             | 22.02.2019                  | Найкраща режисерська робота                                          | Еммануель Фінкель                                  | Номінація                   | [ 3 ]                       |
| Премія «Сезар»                             | 22.02.2019                  | Найкраща акторка                                                     | Мелані Тьєррі                                      | Номінація                   | [ 3 ]                       |
| Премія «Сезар»                             | 22.02.2019                  | Найкращий адаптований сценарій                                       | Еммануель Фінкель                                  | Номінація                   | [ 3 ]                       |
| Премія «Сезар»                             | 22.02.2019                  | Найкраща операторська робота                                         | Алексіс Кавіршин                                   | Номінація                   | [ 3 ]                       |
| Премія «Сезар»                             | 22.02.2019                  | Найкращі декорації                                                   | Паскаль Легеллек                                   | Номінація                   | [ 3 ]                       |
| Премія «Сезар»                             | 22.02.2019                  | Найкращий дизайн костюмів                                            | Анаїс Ромон та Серджо Балло                        | Номінація                   | [ 3 ]                       |
| Премія «Сезар»                             | 22.02.2019                  | Найкращий звук                                                       | Антуан-Базиль Мерсьє, Давид Вранкен та Алін Гавруа | Номінація                   | [ 3 ]                       |
| Премія «Кришталевий глобус»                | 2019                        | Найкращий фільм                                                      | Біль                                               | Номінація                   |                             |
| Премія «Кришталевий глобус»                | 2019                        | Найкращий актор                                                      | Бенуа Мажимель                                     | Номінація                   |                             |
| Премія «Кришталевий глобус»                | 2019                        | Найкраща акторка                                                     | Мелані Тьєррі                                      | Номінація                   |                             |